# 资政第
资政第即数学家汪莱故居，是一处歙县文物保护单位，位于安徽省黄山市歙县北岸镇瞻淇村中巷，建于清光绪年间，包括退思堂、默思堂、长子宅等。退思堂三进五开间，后进悬“资政第”堂匾。默思堂后进悬“泽洽河湟”匾，为清光绪年间河州知州汪廷栋（汪莱之孙）所立。。